# Барон ле Диспенсер

Герб рода ле Диспенсер

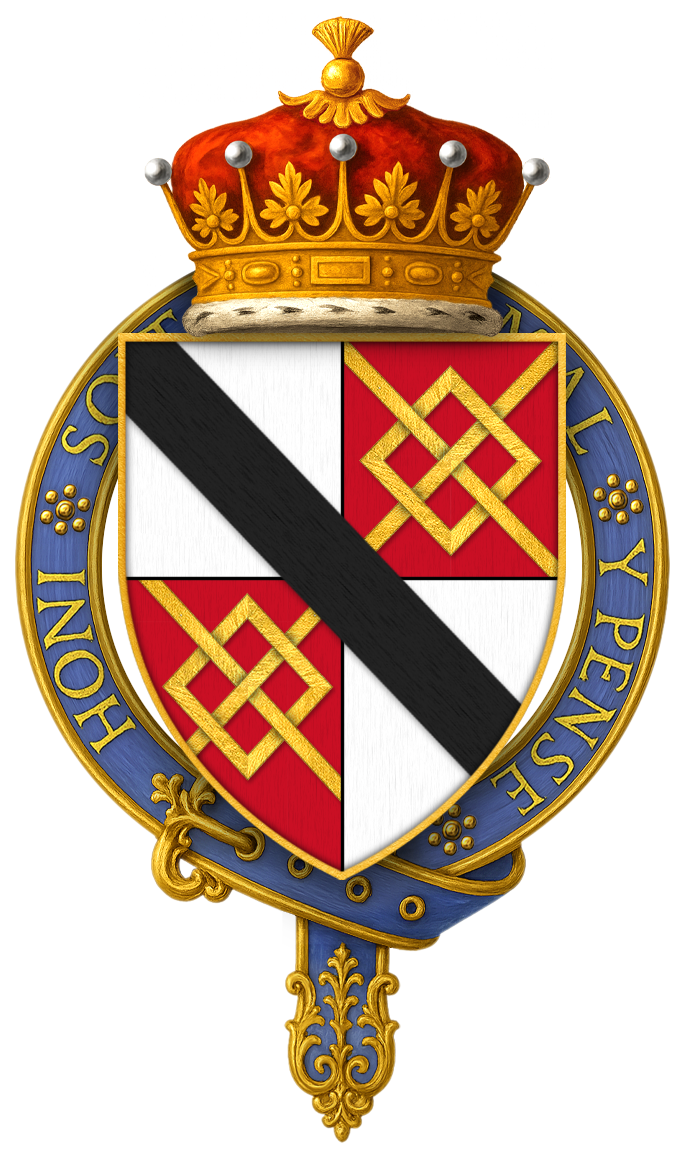
Герб сэра Томаса ле Диспенсера, 1-го графа Глостера, 2-го барона ле Диспенсера

Барон ле Диспенсер — наследственный титул, созданный пять раз в системе пэрства Англии.

## Создание
Впервые баронский титул был создан в 1295 году для Хью Диспенсера Старшего, который был вызван в парламент в качестве лорда Диспенсера. Он был старшим сыном юстициария Хью ле Диспенсера (ум. 1265), который был вызван в 1264 году в парламент Симона де Монфора и иногда считается первым бароном Диспенсером. Хью ле Диспенсер Младший, сын Хью Старшего, также был вызван в парламент в 1314 году, при жизни его отца, став лордом Диспенсером второй креации. Отец и сын Диспенсеры были лишены титулов и казнены в 1326 году.
В 1338 году Хью ле Диспенсер, сын Хью Младшего, был вызван в парламент в качестве лорда Диспенсера третьей креации. Он скончался бездетным в 1349 году, а баронский титул прервался.
В 1357 году Эдвард ле Диспенсер, 1-й барон ле Диспенсер (1336—1375), племянник Хью ле Диспенсера, был вызван в парламент как барон Диспенсер четвёртой креации. Его сын Томас Диспенсер (1375—1400) унаследовал титул в 1375 году. В 1397 году для него был создан титул графа Глостера. В 1400 году Томас ле Диспенсер был лишён титула и владений после участия в неудачном заговоре Томаса Холланда, графа Кента, против английского короля Генриха IV. Томас ле Диспенсер был арестован и обезглавлен в Бристоле. После его смерти баронский титул попал в состояние ожидания.
В 1604 году баронский титул был возрожден для Мэри Фейн (1554—1626), которая получила 3-й баронессы Диспенсер. Ей наследовал её старший сын, Фрэнсис Фейн, 1-й граф Уэстморленд, 4-й барон ле Диспенсер (1580—1629). Ранее он заседал в Палате общин от Кента (1601), Мейдстона (1604—1622) и Питерборо (1624). Ему наследовал Мидлмей Фейн, 2-й граф Уэстморленд и 5-й барон Диспенсер (1602—1666). Он представлял в Палате общин Питерборо (1621—1624, 1626—1629) и Кент (1625), а также служил лордом-лейтенантом Нортгемптоншира (1660—1666). Его преемником стал его старший сын, Чарльз Фейн, 3-й граф Уэстморленд, 6-й барон ле Диспенсер (1635—1691). Он заседал в Палате общин Англии от Питерборо (1660, 1661—1666). Ему наследовал его младший брат, Вер Фейн, 4-й граф Уэстморленд и 7-й барон ле Диспенсер (1645—1693). Он представлял в Палате общин Питерборо (1671—1679) и Кент (1679—1685, 1689—1691), а также служил лордом-лейтенантом Суррея (1692—1693). В 1762 году после смерти Джона Фейна, 7-го графа Уэстморленда и 10-го барона Диспенсера (1685—1762), баронский титул оказался в состоянии ожидания.
В 1763 году баронский титул был возрождён для сэра Фрэнсиса Дэшвуда, 2-го баронета (1708—1781), который стал 11-м бароном Диспенсером. Он был единственным сыном сэра Фрэнсиса Дэшвуда, 1-го баронета (1658—1724), и леди Мэри Фейн (1676—1710), дочери Вера Фейна, 4-го графа Уэстморленда. Он заседал в Палате общин от Нью-Ромни (1741—1761) и Уэймута и Мелкомб Реджиса (1761—1763), занимал должности канцлера казначейства (1762—1763), второго генерального почтмейстера (1765—1781), казначея Палаты (1761—1762), мастера королевского гардероба (1763—1765) и лорда-лейтенанта Бакингемшира (1763—1781). После его смерти в 1781 года баронский титул вновь оказался в состоянии ожидания.
В 1788 году баронский титул был восстановлен для сэра Томаса Стэплтона, 6-го баронета (1766—1831), который стал 12-м бароном Диспенсером. Его единственный сын, достопочтенный Томас Стэплтон (1792—1829), скончался при жизни отца. В 1831 году баронский титул унаследовал дочь последнего, Мэри Фрэнсис Элизабет Стэплтон, 13-я баронесса Диспенсер (1822—1891). В 1845 году она стала женой Эвелина Боскауэна, 6-го виконта Фалмута (1819—1889). Её наследовал её старший сын, Эвелин Боскауэн, 7-й виконт Фалмут (1847—1918), который в 1891 году стал 14-м бароном Диспенсером. Эти два титула остаются едиными до настоящего времени.
В пятый раз баронский титул был создан в 1387 году для Филиппа ле Диспенсера (1342—1401), правнука Хью Диспенсера Старшего. Титул стал бездействующим в 1424 году после смерти его сына Филиппа Диспенсера, 2-го барона Диспенсера (1364—1424). Его единственная дочь, Марджери ле Диспенсер (ум. 1478), была дважды замужем. Её первым мужем был Джон де Рос, 7-й барон де Рос (ок. 1397—1421), а вторично она вышла замуж за Роджера Уэнтворта (ум. 1452). Генри Уэнтворт, де-юре 6-й барон Диспенсер (1501—1551), правнук Марджери ле Диспенсер, в 1529 году получил титул барона Уэнтворта.

## Бароны ле Диспенсер, первая креация (1264/1295)
- 1264—1265: Хью ле Диспенсер, 1-й барон ле Диспенсер (1223 — 4 августа 1265), единственный сын главного шерифа Беркшира, сэра Хью I ле Диспенсера (ум. 1238)[1];
- 1265—1326: Хью ле Диспенсер, 1-й/2-й барон ле Диспенсер (1 марта 1262 — 27 ноября 1326), единственный сын предыдущего[2].

## Бароны ле Диспенсер, вторая креация (1314)
- 1314—1326: Хью ле Диспенсер Младший (1286 — 24 ноября 1326), старший сын Хью ле Диспенсера, 1-го графа Уинчестера, 2-го барона ле Диспенсера[3].

## Бароны ле Диспенсер, третья креация (1338)
- 1338—1349: Хью ле Диспенсер, 2-й барон ле Диспенсер (1308 — 8 февраля 1349), старший сын Хью ле Диспенсера Младшего[4].

## Бароны ле Диспенсер, четвертая креация (1357)
- 1357—1375: Эдвард ле Диспенсер, 1-й барон ле Диспенсер (24 марта 1336 — 11 ноября 1375), старший сын сэра Эдварда ли Диспенсера (ок. 1310—1342), третьего сына Хью ле Диспенсера Младшего[5];
- 1374—1400: Томас ле Диспенсер, 2-й барон ле Диспенсер (22 сентября 1373 — 17 января 1400), второй сын предыдущего[6].

## Бароны ле Диспенсер, продолжение первой креации (1264/1295)

Фрэнсис Фейн, 1-й граф Уэстморленд, 4-й барон ле Диспенсер

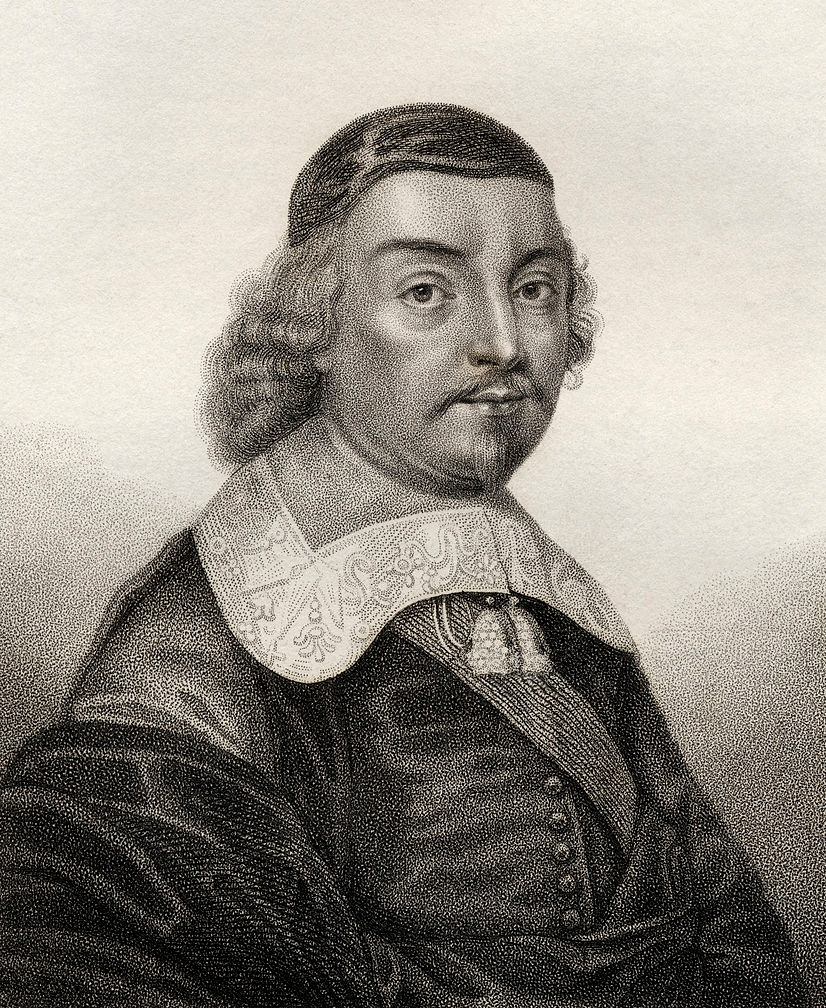
Майлдмэй Фейн, 2-й граф Уэстморленд, 5-й барон ле Диспенсер

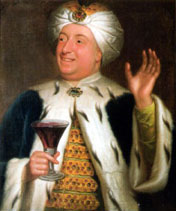
Фрэнсис Дэшвуд, 11-й барон ле Диспенсер

- 1604—1626: Мэри Фейн, 3-я баронесса ле Диспенсер (25 марта 1554 — 28 июня 1626), единственная дочь сэра Генри Невилла, 4-го барона Абергавенни[англ.] (1527/1535 — 1586) и леди Фрэнсис Маннерс[7]; прапрапраправнучка Томаса ле Диспенсера, графа Глостера и 2/6-го барона ле Деспенсера[a].
- 1626—1629: Фрэнсис Фейн, 1-й граф Уэстморленд, 4-й барон ле Диспенсер (1 февраля 1580 — 23 марта 1629), старший сын предыдущей и сэра Томаса Фейна (ок. 1538 — 1589)[8].
- 1629—1666: Майлдмэй Фейн, 2-й граф Уэстморленд, 5-й барон ле Диспенсер (24 января 1602 — 12 февраля 1666), старший сын предыдущего[9].
- 1666—1691: Чарльз Фейн, 3-й граф Уэстморленд, 6-й барон ле Диспенсер (6 января 1635 — 18 сентября 1691), единственный сын предыдущего от первого брака[10].
- 1691—1693: Вер Фейн, 4-й граф Уэстморленд, 7-й барон ле Диспенсер (13 февраля 1645 — 29 декабря 1693), второй сын 2-го графа Уэстморленда от второго брака[11].
- 1693—1699: Вер Фейн, 5-й граф Уэстморленд, 8-й барон ле Диспенсер (25 мая 1678 — 19 мая 1699), второй сын предыдущего[12].
- 1699—1736: Томас Фейн, 6-й граф Уэстморленд, 9-й барон ле Диспенсер (3 октября 1683 — 4 июня 1736), младший брат предыдущего[13].
- 1736—1762: Джон Фейн, 7-й граф Уэстморленд, 10-й барон ле Диспенсер (24 марта 1685 — 26 августа 1762), младший брат предыдущего[14]. С 1762 года титул находился в состоянии ожидания.
- 1763—1781: Фрэнсис Дэшвуд, 11-й барон ле Диспенсер[англ.] (декабрь 1708 — 11 декабря 1781), единственный сын сэра Фрэнсиса Дэшвуда, 1-го баронета (1658—1724), и леди Мэри Фейн (1676—1710), внук 4-го графа Уэстморленда[15]; племянник предыдущего. С 1781 года титул в состоянии ожидания.
- 1788—1831: Томас Стэплтон, 12-й барон ле Диспенсер (10 ноября 1766 — 13 октября 1831), старший сын сэра Томаса Стэплтона, 5-го баронета (1727—1781), и Мэри Фейн (ок. 1744 — 1835), дочери Генри Фейна (1703—1777)[16]; праправнук 4-го графа Уэстморленда[b]; троюродный внук предыдущего.
- 1831—1891: Мэри Фрэнсис Элизабет Боскауэн, 13-я баронесса ле Диспенсер (урождённая Стэплтон) (24 марта 1822 — 20 ноября 1891), единственная дочь достопочтенного Томаса Стэплтона (1792—1829), старшего сына Томаса Стэплтона, 12-го барона ле Диспенсера[19].
- 1891—1918: Генерал-майор Эвелин Эдвард Томас Боскауэн, 7-й виконт Фалмут, 14-й барон ле Диспенсер (1847—1918), старший сын предыдущей и Эвелина Боскауэна, 6-го виконта Фалмута (1819—1889)[20].
- 1918—1962: Эвелин Хью Джон Боскауэн, 8-й виконт Фалмут, 16-й барон ле Диспенсер (5 августа 1887 — 18 февраля 1962), старший сын предыдущего[21].
- 1962—2022: Джордж Хью Боскауэн, 9-й виконт Фалмут, 17-й барон ле Диспенсер (31 октября 1919 — 7 марта 2022), второй сын предыдущего[22].
- 2022 — настоящее время: Эвелин Артур Хью Боскауэн, 10-й виконт Фалмут, 18-й барон ле Диспенсер (род. 13 мая 1955), старший сын предыдущего[23].
  - Наследник титула: достопочтенный Эвелин Джордж Уильям Боскауэн (род. 1 октября 1979), единственный сын предыдущего от первого брака[24].
    - Наследник наследника: Эвелин Ральф Константин Боскауэн (род. 2015), сын предыдущего.

## Бароны ле Диспенсер, пятая креация (1387)
- 1387—1401: Филипп ле Диспенсер, 1-й барон ле Диспенсер (18 октября 1342 — 4 августа 1401), единственный сын сэра Филиппа ле Диспенсера из Гоксхилла (1313—1349), внук сэра Филиппа ле Диспенсера Старшего (ум. 1313)
- 1401—1424: Филипп ле Диспенсер, 2-й барон ле Диспенсер (1365 — 20 июня 1424), единственный сын предыдущего. С 1424 года титул находится в состоянии ожидания
- Марджери ле Диспенсер, де-юре 3-я баронесса ле Диспенсер  (ок. 1400 — 20 апреля 1478), единственная дочь предыдущего, супруга Роджера Уэнворта (ум. 1462)[25]
- Сэр Генри Уэнтворт, де-юре 4-й барон ле Диспенсер  (ок. 1447—1499/1500), единственный сын сэра Филиппа Уэнтворта (ок. 1424—1464), внук предыдущей и Роджера Уэнворта (ум. 1462)[26]
- Сэр Ричард Уэнтворт, де-юре 5-й барон ле Диспенсер  (ок. 1458—1528), старший сын предыдущего[27]
- Томас Уэнтворт, де-юре 6-й барон ле Диспенсер  (1501 — 3 марта 1551), старший сын предыдущего, барон Уэнтворт с 1529 года[28].

## Комментарии
1. ↑  Прадедом 3-й баронессы ле Диспенсер (по мужской линии) был Джордж Невилл, 2-й барона Абергавенни, чья мать Элизабет Бошан[англ.] — дочь Изабеллы ле Диспенсер.
2. ↑  Мать отца 12-го барона — Кэтрин Пол[17] — была дочерью леди Кэтрин Фейн[18], одной из дочерей 4-го графа Уэстморленда.